# Юрмач
Юрмач (Юрмыч) — река в России, протекает в Камышловском и Пышминском районах Свердловской области. Исток реки расположен в урочище Долгая Елань, в 12 километрах от города Камышлова. Устье реки находится в 341 км от устья реки Пышмы по левому берегу, у посёлка Пышма. Длина реки — 82 километра, в ГВР указана длина 64 км. Долина реки заселена, занята сельхозугодьями. В среднем течении Юрмыча (так в то время именовалась река) ещё в 1677 году основаны Юрмытская и Пышминско-Юрмытская слободы, впоследствии село Юрмытское и село Печеркино Пышминского района.

## Название
Возможно, название реки происходит от татарского и башкирского племени Юрматы.

## Притоки
- 16 км: Катарач (лв)
- 20 км: Казанка (пр)
- 26 км: Боровая (пр)
- 27 км: Мостовая (лв)
- 38 км: Корова (лв)
- 39 км: Овинная (лв)
  - 5 км: Портомойка (лв)
- Рябиновка (лв)
- Доловка (пр)

## Данные водного реестра
По данным государственного водного реестра России, Юрмач относится к Иртышскому бассейновому округу, водохозяйственный участок реки — Пышма от Белоярского гидроузла и до устья, без реки Рефт от истока до Рефтинского гидроузла, речной подбассейн Тобола, речной бассейн Иртыша.